# Igreja de Nossa Senhora do Carmo (Mariana)
A Igreja de Nossa Senhora do Carmo é uma igreja rococó no município brasileiro de Mariana.

## História
Depois de se alojar na primitiva Capela de Nossa Senhora do Carmo (atual Capela Santo Antônio) e na Capela São Gonçalo (hoje inexistente), a Ordem Terceira do Carmo obteve permissão por carta régia, datada de 1784, para erguer seu templo definitivo. As obras iniciaram em 1784, tendo como encarregado o mestre pedreiro português Domingos Moreira de Oliveira, cujos sucessores terminaram o templo em 1835.

### Incêndio de 1999
Sofreu um grande incêndio em 1999, quando a igreja estava sendo restaurada, ocasião em que foram perdidos a pintura do teto e dois altares do arco cruzeiro. Acredita-se que a causa do incêndio foi um curto circuito. Depois eles foram reconstruídos de maneira esquemática, para assinalar sua antiga presença e receber estatuária devocional. Restos carbonizados dos altares foram preservados e estão em exposição.

## Descrição
Embora tenha planta retangular, com capela única, apresenta traços de originalidade: as torres cilíndricas, modelo recentemente introduzido em Minas, são implantadas em recuo em relação à fachada. A capela-mor tem forro abobadado, com uma rosácea de arremate. O altar-mor tem refinada talha dourada rococó, com projeto do padre Félix Antônio Lisboa, meio‐irmão de Aleijadinho, e erguido entre 1797 e 1819, mas só recebeu o dourado em 1826 por Francisco Xavier Carneiro.
Para o reconhecido historiador e crítico de arte Germain Bazin, é um dos mais belos templos rococó de Minas.